# Les Bordes-Aumont
Les Bordes-Aumont és un municipi francès situat al departament de l'Aube i a la regió del Gran Est. L'any 2007 tenia 377 habitants.

## Demografia

### Població
El 2007 la població de fet de Les Bordes-Aumont era de 377 persones. Hi havia 133 famílies de les quals 20 eren unipersonals (5 homes vivint sols i 15 dones vivint soles), 49 parelles sense fills, 54 parelles amb fills i 10 famílies monoparentals amb fills.
La població ha evolucionat segons el següent gràfic:
Habitants censats

### Habitatges
El 2007 hi havia 153 habitatges, 141 eren l'habitatge principal de la família, 10 eren segones residències i 3 estaven desocupats. Tots els 152 habitatges eren cases. Dels 141 habitatges principals, 132 estaven ocupats pels seus propietaris i 9 estaven llogats i ocupats pels llogaters; 21 tenien tres cambres, 33 en tenien quatre i 86 en tenien cinc o més. 115 habitatges disposaven pel capbaix d'una plaça de pàrquing. A 44 habitatges hi havia un automòbil i a 88 n'hi havia dos o més.

### Piràmide de població
La piràmide de població per edats i sexe el 2009 era:
| Homes | Edats   | Dones |
| ----- | ------- | ----- |
| 0     | 95 o +  | 0     |
| 0     | 90 a 94 | 0     |
| 0     | 85 a 89 | 0     |
| 4     | 80 a 84 | 4     |
| 8     | 75 a 79 | 8     |
| 4     | 70 a 74 | 4     |
| 0     | 65 a 69 | 8     |
| 0     | 60 a 64 | 0     |
| 16    | 55 a 59 | 0     |
| 12    | 50 a 54 | 20    |
| 4     | 45 a 49 | 0     |
| 16    | 40 a 44 | 12    |
| 24    | 35 a 39 | 28    |
| 12    | 30 a 34 | 20    |
| 0     | 25 a 29 | 8     |
| 0     | 20 a 24 | 4     |
| 12    | 15 a 19 | 0     |
| 12    | 10 a 14 | 20    |
| 20    | 5 a 9   | 12    |
| 12    | 0 a 4   | 8     |

## Economia
El 2007 la població en edat de treballar era de 263 persones, 198 eren actives i 65 eren inactives. De les 198 persones actives 184 estaven ocupades (94 homes i 90 dones) i 13 estaven aturades (1 home i 12 dones). De les 65 persones inactives 28 estaven jubilades, 23 estaven estudiant i 14 estaven classificades com a «altres inactius».

### Ingressos
El 2009 a Les Bordes-Aumont hi havia 174 unitats fiscals que integraven 541 persones, la mediana anual d'ingressos fiscals per persona era de 19.341 €.

### Activitats econòmiques
Dels 14 establiments que hi havia el 2007, 1 era d'una empresa extractiva, 1 d'una empresa de fabricació d'altres productes industrials, 4 d'empreses de construcció, 1 d'una empresa de transport, 1 d'una empresa d'hostatgeria i restauració, 1 d'una empresa d'informació i comunicació, 3 d'empreses de serveis i 2 d'empreses classificades com a «altres activitats de serveis».
Dels 7 establiments de servei als particulars que hi havia el 2009, 1 era una oficina de correu, 1 guixaire pintor, 3 lampisteries, 1 perruqueria i 1 restaurant.
L'any 2000 a Les Bordes-Aumont hi havia 6 explotacions agrícoles.

## Equipaments sanitaris i escolars
El 2009 hi havia una escola elemental integrada dins d'un grup escolar amb les comunes properes formant una escola dispersa.

## Poblacions més properes
El següent diagrama mostra les poblacions més properes.